# Egészséges étrend

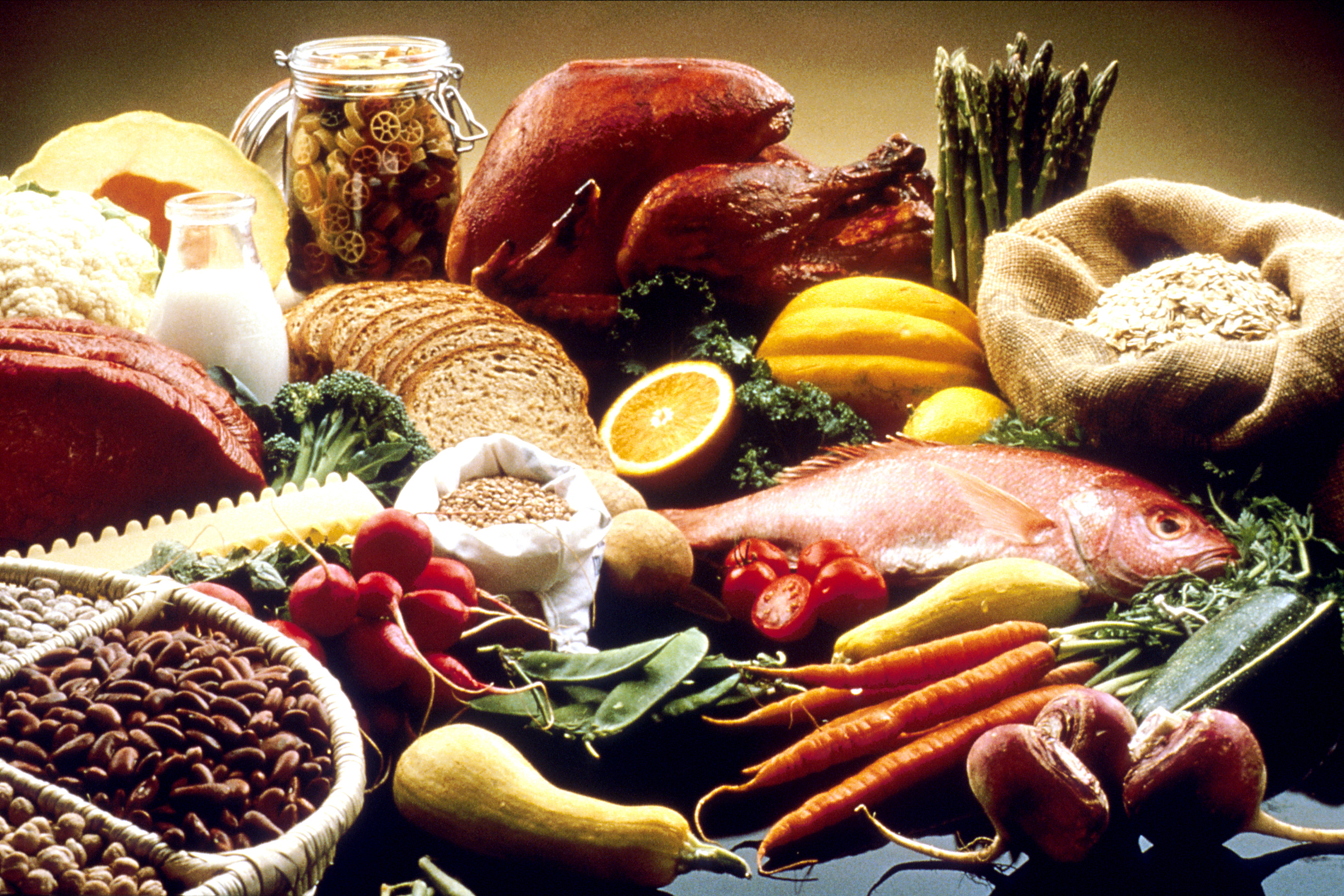
Néhány egészséges étel: bab, olajos magvak, karfiol, sárgadinnye, tészta, kenyér, narancs, pulyka, lazac, sárgarépa, fehérrépa, cukkini, borsó, zöldbab, retek, spárga, tök, sovány marhahús, paradicsom és burgonya

Az egészséges étrend olyan diéta, amely fenntartja vagy javítja az ember általános egészségi állapotát. A helyes táplálkozás biztosítja a szervezet számára az alapvető tápanyagokat: folyadékot, makrotápanyagokat – például fehérjét, mikrotápanyagokat – például vitaminokat, valamint megfelelő mennyiségű rostot és energiát.
Az egészséges étrend tartalmaz gyümölcsöt, zöldséget és teljes kiőrlésű gabonát, és kevés vagy semennyi feldolgozott élelmiszert és édesített italt. Az egészséges táplálkozás követelményeit különféle növényi és állati eredetű élelmiszerekkel lehet kielégíteni, bár a teljesen növényi étrendet követőknek is szükségük van a B12-vitaminra, amelyhez növényi forrásból nem lehet hozzájutni. A világ sok országában a hivatalos egészségügyi és kormányzati intézmények különféle táplálkozási útmutatókat adnak ki, hogy tájékoztassák a lakosságot az egészséges táplálkozás alapelveiről. Egyes országokban a tápértékekre vonatkozó címkék is kötelezőek, hogy a fogyasztók az egészségük szempontjából releváns információk ismeretében választhassanak a különböző elérhető élelmiszerek közül.

## Ajánlások

### Az Egészségügyi Világszervezet
Az Egészségügyi Világszervezet (WHO) a következő öt ajánlást teszi:
1. Tartson fenn egészséges testsúlyt, úgy, hogy nagyjából annyi kalóriát eszik, mint amennyit szervezete felhasznál.
2. Korlátozza a zsírok bevitelét. Az összes elfogyasztott energia legfeljebb 30%-a származhat zsírokból. Részesítse előnyben a telítetlen zsírokat a telített zsírokkal szemben. Kerülje a transzzsírokat.
3. Egyen legalább 400 gramm gyümölcsöt vagy zöldséget naponta (a burgonya, az édesburgonya, a manióka és más keményítőtartalmú gyökerek nem számítanak ebbe bele). Az egészséges étrend hüvelyeseket (pl. lencsét, babot), teljes kiőrlésű gabonát és dióféléket is tartalmaz.[8]
4. Korlátozza az egyszerű cukrok fogyasztását a teljes kalóriabevitel 10%-a alá (5% alatti arány valószínüleg további egészség(ügy)i előnyökkel jár).[9]
5. Korlátozza a a bevitt sót illetve nátriumot bármilyen forrásból származzanak is, és gondoskodjon elegendő elemi jód beviteléről, pl. a sóval. A napi 5 grammnál alacsonyabb sóbevitel csökkentheti a szív- és érrendszeri betegségek kockázatát.[10]

A WHO hivatalos álláspontja szerint az elégtelen zöldség- és gyümölcsfogyasztás tehető felelőssé a halálozások 2,8%-áért világszerte. 
A WHO további ajánlásai a következők:
- bizonyosodjon meg arról, hogy az Ön által fogyasztott élelmiszerek elegendő vitamint és ásványi anyagokat tartalmaznak;
- kerülje a közvetlenül mérgező (pl. nehézfémek) és rákkeltő (pl. benzol) anyagokat;
- kerülje az emberi kórokozókkal szennyezett élelmiszereket (pl E. coli, galandféregpeték);
- helyettesítse a telített zsírokat többszörösen telítetlen zsírokkal az étrendjében, ezzel csökkentheti a koszorúér-betegség és a cukorbetegség kockázatát.[10]

### Az Egyesült Államok Mezőgazdasági Minisztériuma
Az Amerikai Egyesült Államok Mezőgazdasági Minisztériumának (USDA) Táplálkozási Útmutató Amerikaiaknak (USDA) c. kiadványa három egészséges táplálkozási mintát ajánl, amelyeket az alábbi táblázat foglal össze egy 2000 kalóriás étrend esetén.
Az irányelvek az egészségügyi és környezeti fenntarthatóságot és a rugalmas megközelítést egyaránt hangsúlyozzák. A kidolgozó bizottság a következőket írta: „A fenntartható étrenddel kapcsolatos legfontosabb megállapítások azok voltak, hogy a nagyobb mennyiségű növényi eredetű élelmiszert tartalmazó étrend amely gazdag például zöldségekben, gyümölcsökben, teljes kiőrlésű gabonákban, hüvelyesekben, diófélékben és magvakban, valamint kevesebb kalóriát és állati eredetű élelmiszert tartalmaz, jobban támogatja az egészséget, és kevesebb környezeti hatással jár, mint a jelenlegi amerikai étrend. Ez az étkezési minta többféleképpen is elérhető: három példa az „Egészséges amerikai típusú étrend”, az „egészséges vegetáriánus étrend” és az „egészséges mediterrán étrend”.
Az élelmiszercsoportok mennyisége az alábbi táblázatban naponta értendő, hacsak nincs heti rendszeresség külön feltüntetve. Az "oz ekv." mértékegység jelentése "uncia ekvivalens" vagyis egy uncia tömegű az adott tápanyagot tartalmazó, közvetlen emberi fogyasztásra alkalmas élelmiszer.
| Élelmiszer-csoport/alcsoport (egységek)   | amerikai | vegetáriánus | mediterrán |
| ----------------------------------------- | -------- | ------------ | ---------- |
| Gyümölcsök (csésze ekv.)                  | 2        | 2            | 2.5        |
| Zöldségek (csésze ekv.)                   | 2.5      | 2.5          | 2.5        |
| Sötétzöld                                 | 1,5/hét  | 1,5/hét      | 1,5/hét    |
| Piros vagy narancssárga                   | 5,5/hét  | 5,5/hét      | 5,5/hét    |
| Keményítőtartalmú                         | 5/hét    | 5/hét        | 5/hét      |
| Hüvelyesek                                | 1,5/hét  | 3/hét        | 1,5/hét    |
| Mások                                     | 4/hét    | 4/hét        | 4/hét      |
| Gabona (oz ekv.)                          | 6        | 6.5          | 6          |
| Teljes kiölésű                            | 3        | 3.5          | 3          |
| Finomított                                | 3        | 3            | 3          |
| Tejtermékek (csésze egyenérték)           | 3        | 3            | 2          |
| Fehérjetartalmú élelmiszerek (oz ekv.)    | 5.5      | 3.5          | 6.5        |
| Hús (vörös és feldolgozott)               | 12,5/hét | –            | 12,5/hét   |
| Baromfi                                   | 10,5/hét | –            | 10,5/hét   |
| Tenger gyümölcsei                         | 8/hét    | –            | 15/hét     |
| Tojás                                     | 3/hét    | 3/hét        | 3/hét      |
| Dió/magvak                                | 4/hét    | 7/hét        | 4/hét      |
| Feldolgozott szója (beleértve a tofut is) | 0,5/hét  | 8/hét        | 0,5/hét    |
| olajok (gramm)                            | 27       | 27           | 27         |
| Szilárd zsírok határértéke (gramm)        | 18       | 21           | 17         |
| Hozzáadott cukor határértéke (gramm)      | 30       | 36           | 29         |

### American Heart Association / World Cancer Research Fund / American Institute for Cancer Research
Az Amerikai Kardiológai Társaság, a Nemzetközi Rákkutatási Alap és az Amerikai Rákkutatási Intézet olyan étrendet javasol, amely többnyire feldolgozatlan növényi élelmiszerekből áll, különös tekintettel a teljes kiőrlésű gabonákra, hüvelyesekre, valamint a keményítőt nem tartalmazó zöldségekre és gyümölcsökre. Ez az étrend a keményítőmentes zöldségek és gyümölcsök széles skáláját tartalmazza – fontos hogy ezek lehetőleg legyenek különböző színűek is, például pirosak, zöldek, sárgák, fehérek, lilák és narancssárgák. Az ajánlások megjegyzik, hogy az olajban főtt paradicsom, a hagymafélék, és a keresztes virágú zöldségek, mint a karfiol, védelmet nyújtanak a rák ellen. Ez az egészséges étrend alacsony energiasűrűségű, ami megvédhet a súlygyarapodástól és a kapcsolódó betegségektől. Végül a cukros italok fogyasztásának korlátozása, az energiadús ételek korlátozása, beleértve a "gyorsételeket" és a vörös húsokat, valamint a feldolgozott húsok elkerülése javítja az egészséget és növeli a várható élettartamot. Összességében a kutatók arra a következtetésre jutottak, hogy ez az étrend képes csökkenteni a krónikus betegségek és a rák kockázatát.
A gyermekeknek napi 25 grammnál kevesebb hozzáadott cukrot (100 kalória) ajánlott fogyasztani. Az egyéb ajánlások közé tartozik, hogy a 2 év alatti gyermekek egyáltalán ne fogyasszanak extra cukrot, és hetente kevesebb mint egyszer igyanak üdítőt. 2017-től a teljes zsírtartalom csökkentése már nem javasolt, ehelyett a szív- és érrendszeri betegségek kockázatának csökkentése érdekében az egyszeresen telítetlen zsírok és többszörösen telítetlen zsírok fogyasztásának növelését, valamint a telített zsírok fogyasztásának csökkentését javasolják.

### A Harvard Egyetem Népegészségügyi Intézete
A Harvard Egyetem Népegészségügyi Intézete egy kiadványában az alábbi 10 ajánlást teszi az egészséges táplálkozásra:
- Válasszon jó szénhidrátokat: teljes kiőrlésű gabonát (minél kevésbé feldolgozott, annál jobb), zöldséget, gyümölcsöt és babot. Kerülje a fehér kenyeret, a fehér rizst és a hasonlókat, valamint a péksüteményeket, a cukrozott üdítőket és más magasan feldolgozott élelmiszereket.[21]
- Ügyeljen a fehérje típusára: jó választás a hal, a baromfi, a dió és a bab. Próbálja meg elkerülni a vörös húst.[22]
- Válasszon egészséges zsírokat tartalmazó élelmiszereket. A növényi olajok, a diófélék és a halak a legjobb választás. Korlátozza a telített zsírok fogyasztását, és kerülje a transzzsírokat tartalmazó ételeket.[20]
- Válasszon rostokban gazdag étrendet, amely sok teljes kiőrlésű gabonát, zöldséget és gyümölcsöt tartalmaz.[23]
- Egyen több zöldséget és gyümölcsöt – minél színesebb és változatosabb, annál jobb.[20]
- Vigyen be megfelelő mennyiségű kalciumot az étrendjével; a tej azonban nem a legjobb vagy az egyetlen forrás. Jó kalciumforrások a káposztafélék, a bok choy, a dúsított szójatej, a sült bab, valamint a kalciumot és D-vitamint tartalmazó étrend-kiegészítők[24]
- Részesítse előnyben a vizet más italokkal szemben. Kerülje a cukros italokat, korlátozza a gyümölcslevek és a tej fogyasztását. A kávé, a tea, a mesterségesen édesített italok, a 100%-os gyümölcslevek, az alacsony zsírtartalmú tej és az alkohol beleillik az egészséges táplálkozásba, de a legjobb mértékkel fogyasztani. A sportitalok csak azoknak ajánlottak, akik egy óránál többet sportolnak, hogy pótolják az izzadsággal elvesztett anyagokat.[25]
- Korlátozza a sóbevitelt. Válasszon több friss élelmiszert a feldolgozott élelmiszerek helyett.[20]
- Alkoholt csak mértékkel fogyasszon. Ennek egészségügyi előnyei vannak, de nem mindenkinek ajánlott.[20]
- Fontolja meg a napi multivitamin és extra D-vitamin bevitelét, mivel ezek potenciális egészségügyi előnyökkel járnak.[20]

A táplálkozáson kívül az útmutató gyakori testmozgást és az egészséges testsúly fenntartását is ajánlja az egészség megőrzése érdekében.

### Mások
David L. Katz amerikai orvos, a 2014-ben legelterjedtebb népszerű diétákat áttekintve megjegyezte:
A tudományos bizonyítékok súlya határozottan támogatja az egészséges táplálkozás bizonyos alapelveit, miközben megenged ezen elvek követése mellett bizonyos fokú szabadságot. A minimálisan feldolgozott, természetközeli élelmiszerekből, túlnyomórészt növényekből álló étrend egyértelműen összefügg az egészség fenntartásával és a betegségek megelőzésével, és összhangban van több, látszólag eltérő táplálkozási megközelítés legfontosabb elemeivel. Az emberiség általános egészségi állapotának az étrenden keresztüli javítására irányuló erőfeszítéseket nem az tartja vissza, hogy nem tudjuk hogyan kell optimálisan táplálni a homo sapienst, hanem a túlzó állításokkal való figyelemelterelések, és az, hogy képtelenek vagyunk a megszerzett tudásunkat a mindennapi életünkben alkalmazni. A tudás ebben az esetben még nem hatalom; bárcsak az lenne.
Marion Nestle amerikai népegészségtani szakember az egészséges táplálkozással foglalkozó kutatók általános véleményét így foglalja össze:
A helyes étrend alapelvei annyira egyszerűek, hogy mindössze tíz szóban össze tudom őket foglalni: egyél kevesebbet, mozogj többet, egyél sok gyümölcsöt és zöldséget. A további tisztázás érdekében egy ötszavas módosítás elegendő: ne vidd túlzásba a gyorskaját. Kövesse ezeket az előírásokat, és nagy utat tesz meg túltáplált társadalmunk főbb betegségeinek – a szívkoszorúér-betegségnek, bizonyos rákos megbetegedéseknek, a cukorbetegségnek, a stroke-nak, a csontritkulásnak és még sok másnak – a megelőzése felé. Ezek az előírások alkotják számos egészségügyi szervezet, valamint a nemzeti és nemzetközi szervezetek sokkal bonyolultabbnak tűnő táplálkozási ajánlásainak lényegét – például a 2005-ös táplálkozási irányelvek negyvenegy „kulcsfontosságú ajánlását” Bár úgy érezheti, hogy a táplálkozással kapcsolatos tanácsok folyamatosan változnak, a négy előírásom mögött rejlő alapgondolatok fél évszázada nem változtak. És bőven hagynak teret az ételek élvezetére. :22
Történelmileg az egészséges táplálkozást olyan étrendként határozták meg, amely több mint 55%-ban szénhidrátot, kevesebb mint 30%-ban zsírt és körülbelül 15%-ban fehérjét tartalmaz. Ez a nézet jelenleg az étrendi szükségletek holisztikusabb felfogása felé tolódik el, hangsúlyozva a különféle tápanyagok összetett kölcsönhatásait, nem pedig csak a tápanyag-típusonkénti szükségleteket.

## Speciális étrendek
Az általános népességnek szóló étrendi ajánlásokon túlmenően számos speciális diéta létezik, amelyeket elsősorban bizonyos népességcsoportok, például magas vérnyomású emberek egészségének javítására fejlesztettek ki (például alacsony nátriumtartalmú étrend vagy a specifikusabb DASH-diéta), vagy túlsúlyos illetve elhízott embereknek (súlykontroll diéták). Némelyikükről több-kevesebb bizonyíték rendelkezésre áll normál emberekre gyakorolt jótékony hatásról is. 

### Magas vérnyomás
Az alacsony nátriumtartalmú étrend előnyös a magas vérnyomásban szenvedők számára. Egy 2008-ban közzétett metaanalízis arra a következtetésre jutott, hogy a hosszú távú (több mint négy hétig tartó) alacsony nátriumtartalmú diéta hatékonyan csökkenti a vérnyomást, mind a magas vérnyomásban szenvedőknél, mind a normál vérnyomásúaknál.
A DASH diéta (Dietary Approaches to Stop Hypertension) egy diéta, amelyet a National Heart, Lung and Blood Institute (a NIH része, az Egyesült Államok kormányzati szervezete) népszerűsít a magas vérnyomás szabályozására. A terv fő jellemzője a nátriumbevitel korlátozása, és az étrend általában a diófélék, a teljes kiőrlésű gabonák, a hal, a baromfi, a gyümölcsök és a zöldségek fogyasztását is ösztönzi, miközben csökkenti a vörös húsok, édességek és a cukor fogyasztását. Ezenkívül "káliumban, magnéziumban és kalciumban, valamint fehérjében gazdag".
A mediterrán diéta, amely magában foglalja a vörös hús fogyasztásának korlátozását és az olívaolaj felhasználását a főzés során, szintén javítja a szív- és érrendszer egészségét.

### Túlsúly
A legtöbb túlsúlyos vagy elhízott ember a fogyókúrát testmozgással kombinálva tud tenni az egészséges testsúly eléréséért. A fogyást elősegítő étrendek négy kategóriába sorolhatók: zsírszegény, alacsony szénhidráttartalmú, alacsony kalóriatartalmú és nagyon alacsony kalóriatartalmú. Hat randomizált, kontrollált vizsgálat metaanalízise nem talált különbséget a fő étrendtípusok (alacsony kalóriatartalmú, alacsony szénhidráttartalmú és alacsony zsírtartalmú) között, 2-4 kilogramm súlycsökkenést mutattak ki minden vizsgálatban. Két év elteltével a vizsgálatokban szereplő összes diéta, amely csökkentette a kalóriákat, egyenlő súlycsökkenést eredményezett, függetlenül attól, hogy a zsír- vagy szénhidrátfogyasztás változását hangsúlyozták-e.

### Gluténnel kapcsolatos rendellenességek
A glutén, a búzában és a rokon gabonákban, köztük az árpában, a rozsban, a zabban, valamint ezek összes fajában és hibridjében (például tönkölyben, kamutban és tritikáléban) található fehérje amely egészségügyi problémákat okoz a gluténnel kapcsolatos rendellenességekben szenvedőknek, ideértve a cöliákiát, a nem cöliákiás gluténérzékenységet, a gluténataxiát, a herpetiformis dermatitist és a búzaallergiát. Ezeknél az embereknél a gluténmentes diéta az egyetlen elérhető kezelés.

### Epilepszia
A ketogén diéta olyan étrend, amely megfelelő orvosi felügyelet mellett csökkenti az epilepsziás rohamokat felnőtteknél és gyermekeknél.

## Kutatás
Kutatások kimutatták, hogy a gyümölcsben és zöldségben gazdag étrend csökkentheti a szív- és érrendszeri betegségek és a halálozás kockázatát, de nem a rák kockázatát. Az egészséges táplálkozás és az elegendő testmozgás a normál tartományon belül tarthatja a testsúlyt, és a legtöbb embernél csökkentheti az elhízás kockázatát. Az érelmeszesedés kockázatát csökkentő étrendekkel kapcsolatos bizonyítékok 2021-es tudományos áttekintése a következőket állapította meg:
a só és az állati eredetű élelmiszerek visszafogott fogyasztása, valamint a növényi eredetű élelmiszerek – teljes kiőrlésű gabonák, gyümölcsök, zöldségek, hüvelyesek és diófélék – fokozott fogyasztása az érelmeszesedés kockázatának csökkenésével jár. Ugyanez vonatkozik a vaj és más állati/trópusi zsírok olívaolajjal és más telítetlen zsírokban gazdag olajokkal való helyettesítésére. [....] Ami a húst illeti, az új kutatások megkülönböztetik a feldolgozott illetve a vörös húst – mindkettő fokozott szív- és érrendszeri kockázattal jár – a baromfitól, ami mérsékelt bevitel esetén semleges kapcsolatot mutat a szív- és érrendszeri megbetegedésekkel. [...] Az új adatok alátámasztják a legtöbb magas glikémiás indexű (GI) élelmiszer teljes kiőrlésű és alacsony GI-vel rendelkező gabonaételekkel való helyettesítését.

## Egészségtelen étrendek
Az egészségtelen táplálkozási szokások számos krónikus betegség fő kockázati tényezői, ideértve a magas vérnyomást, a magas koleszterinszintet, a cukorbetegséget, a kóros vérzsírszintet, a túlsúlyt / elhízást, a szív- és érrendszeri betegségeket és a rákot. Az Egészségügyi Világszervezet becslései szerint a 21. században évente 2.7 millió ember halt meg az alacsony gyümölcs- és zöldségtartalmú étrendnek köszönhetően. Tudományos kutatások szerint világszerte az ilyen étrend a gyomor-bélrendszeri rákos megbetegedések körülbelül 19%-át, az ischaemiás szívbetegségek 31%-át és a szélütések 11%-át okozza, így ez az egyik vezető megelőzhető halálok világszerte, és a krónikusbetegségek 4. vezető rizikófaktora. Példaként megemlíthetjük, hogy a tipikus nyugati étrend "gazdag vörös húsban, tejtermékekben, feldolgozott és mesterségesen édesített élelmiszerekben és sóban, miközben minimálisan tartalmaz csak gyümölcsöt, zöldséget, halat, hüvelyeseket és teljes kiőrlésű gabonákat", szemben a mediterrán diétával, amely kisebb morbiditással és mortalitással jár együtt.

### Népszerű diéták
Egyes népszerű étrendek, amelyeket gyakran divatdiétáknak is neveznek, eltúlzott állításokat tesznek a gyors fogyást vagy más egészségügyi előnyöket illetően, mint például a hosszabb élettartam vagy a "méregtelenítés" klinikai bizonyítékok nélkül; sok divatdiéta erősen korlátozó vagy szokatlan ételválasztáson alapul. A hírességek ajánlásait (beleértve a hírességek orvosait is) gyakran kapcsolják az ilyen diétákhoz, és azok az emberek, akik ezeket a programokat kidolgozzák és népszerűsítik, gyakran jelentős anyagi hasznot húznak a diétájuk népszerűségéből.

## Közegészségügy
A fogyasztók általában tisztában vannak az egészséges táplálkozás alapelveivel, de a médiában megjelenő táplálkozási tanácsokat és a élelmiszereken levő egészségügyi információkat nehezen értik meg. Az 1990-es évek közepéig gyakran hangoztatták a magas koleszterinszint káros hatását A későbbi kutatások azt mutatják, hogy a nagy és alacsony sűrűségű lipoprotein („jó”, illetve „rossz” koleszterin) közötti különbségtétel létfontosságú a koleszterin lehetséges káros hatásainak mérlegelésekor.
Az egyes étkezési zsírok más és más hatással vannak a vérben mért koleszterin szintjére. Például a többszörösen telítetlen zsírok mindkét típusú koleszterin szintjét csökkentik; az egyszeresen telítetlen zsírok általában csökkentik az LDL-t és növelik a HDL-t; a telített zsírok általában vagy csak a HDL-t növelik, vagy mind a HDL-t, mind az LDL-t; és a transzzsírok általában növelik az LDL-t és csökkentik a HDL-szintet.
A koleszterin csak állati termékekben található meg, például húsban, tojásban és tejtermékekben. A koleszterin hatása a vér koleszterinszintjére ellentmondásos. Egyes tanulmányok találtak összefüggést a koleszterinfogyasztás és a vérből kimutatható koleszterinszint között más tanulmányok azonban nem.
Különösen az italautomaták kerültek a kritika középpontjába, mint a gyorséttermek iskolákba való belépésének módja, de kevés a szabályozás, és a legtöbb ember számára nehéz megfelelően elemezni egy önmagát egészségesként megjelölő cég valódi érdemeit. Az Egyesült Királyság Reklámgyakorlati Bizottsága például javaslatot nyújtott be hogy szabályozza a magas zsír, só vagy cukortartalmú ételek hirdetését. A British Heart Foundation kiadta saját, kormányzatilag finanszírozott, "Food4Thought" címkével ellátott reklámjait, amelyek gyerekeket és felnőtteket céloztak meg, hogy felhívják a figyelmet az egészségtelen gyorséttermi ételek fogyasztásának káros hatásaira.
Pszichológiai és kulturális szempontból nehéz lehet a rossz étkezési szokásokkal rendelkező emberek számára egészségesebb étrendre áttérni. Ennek egyik oka lehet a gyermekkorban megszokott ízvilág, illetve a cukros, sós és zsíros ételek iránti vágy. 2018-ban az Egyesült Királyság tiszti főorvosa a cukor és a só megadóztatását javasolta a fogyasztás visszaszorítása érdekében. Az Egyesült Királyság kormányának 2020. évi elhízás elleni stratégiája úgy ösztönzi az egészségesebb ételválasztást, hogy szigorúan szabályozza a kevésbé egészséges ételek és italok értékesítési helyeken történő reklámozását.

## Más állatok
Az háziállatok esetében is előnyös az egészséges táplálkozás, de az ő étrendjük követelményei nagyon eltérhetnek az ideális emberi étrendtől.

## Fordítás
- Ez a szócikk részben vagy egészben  a   Healthy diet című angol Wikipédia-szócikk ezen változatának fordításán alapul.  Az eredeti cikk szerkesztőit annak laptörténete sorolja fel. Ez a jelzés csupán a megfogalmazás eredetét és a szerzői jogokat jelzi, nem szolgál a cikkben szereplő információk forrásmegjelöléseként.